# Benfotiamină
Benfotiamina (S-benzoiltiamin-O-monofosfat) este un derivat sintetic al tiaminei (vitamina B1). Este folosită ca și supliment alimentar în unele țări, și ca medicament pentru tratarea neuropatiei diabetice și al deficitului clinic de vitamina B1 (fiind comercializat sub numele de Milgamma sau Benfogamma).